# Ludwik Musioł

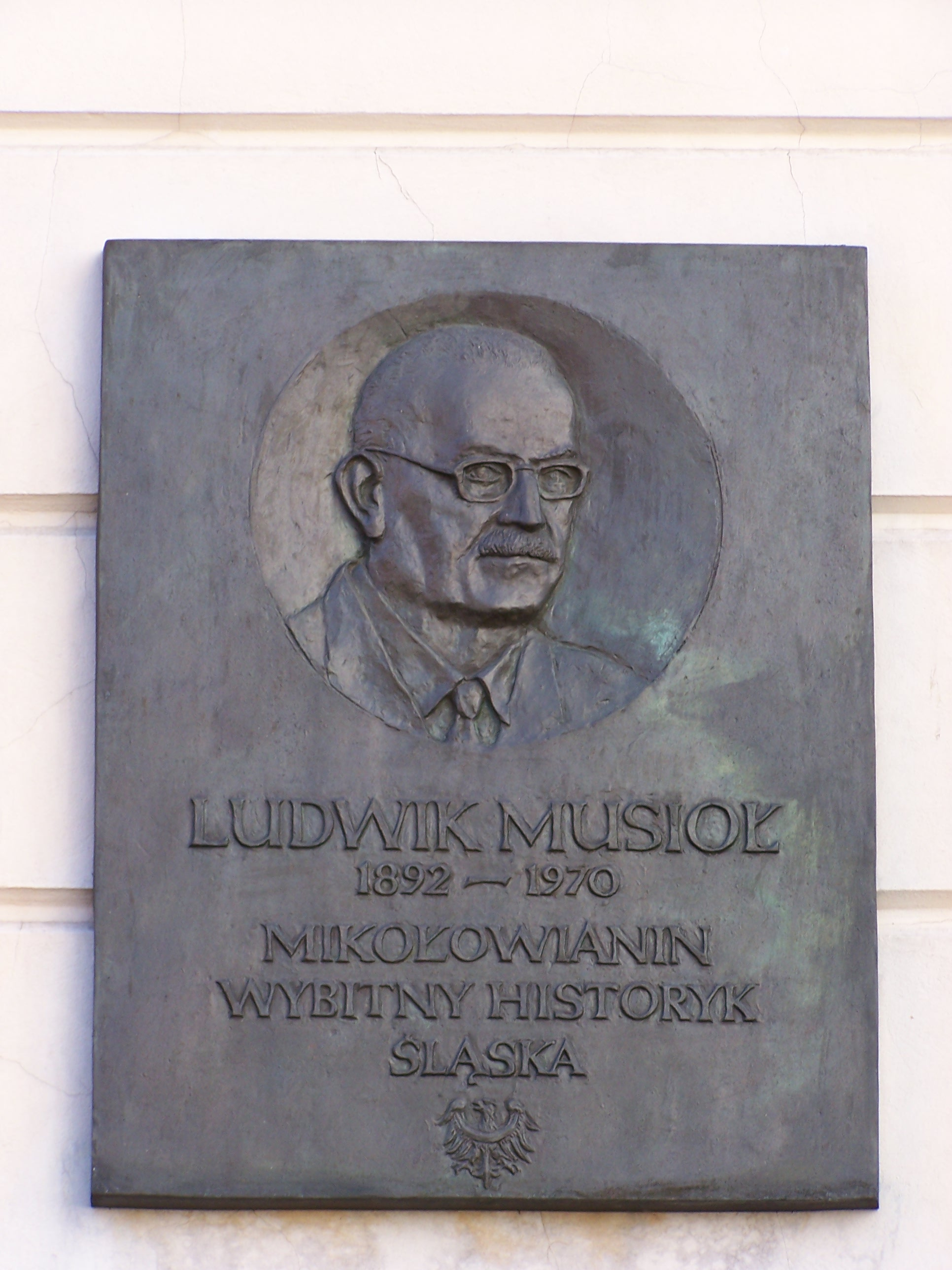
Tablica pamiątkowa poświęcona Ludwikowi Musiołowi w Mikołowie

Ludwik Musioł (ur. 19 grudnia 1892 w Mikołowie, zm. 27 marca 1970 w Katowicach) – nauczyciel, wizytator, archiwista, historyk górnośląski, prekursor krajoznawstwa, historyk kultury oraz Kościoła katolickiego, lingwista, etnograf. Autor ponad 300 prac naukowych.

## Życiorys
Przyszedł na świat w dniu 19 grudnia 1892 r. w Mikołowie, na Górnym Śląsku, jako szóste dziecko w polskiej rodzinie. Pochodził z rodziny zasiedziałej od wieków w ziemi mikołowskiej, był synem Ludwika, robotnika fabrycznego, i Albiny ze Słupików. Szkołę ludową w Mikołowie ukończył 27 marca 1907 r. Na świadectwie ukończenia szkoły figurują same dobre oceny. Nieco słabszy stopień otrzymał tylko z pisania. W latach 1907–1911 uczył się w państwowym gimnazjum w Katowicach, w roku 1914 ukończył Pruskie Seminarium Nauczycielskie w Mysłowicach. W czasie I wojny światowej, od grudnia 1914 do 9 grudnia 1918 służył w armii niemieckiej, dochodząc do stopnia kaprala.
Był historykiem Śląska. Jako nauczyciel i publicysta, w czasach plebiscytu kształtował świadomość narodową Górnoślązaków, po przyłączeniu części Górnego Śląska do Polski wychowywał kadry młodych nauczycieli, by wreszcie w latach 30. zająć się wyłącznie pracą naukową nad zagadnieniami polskości Górnego Śląska. Jako historyk był wszechstronnym naukowcem: historykiem kultury, historykiem Kościoła, lingwistą, archiwistą, świetnym znawcą staropolszczyzny i spraw słowiańskich, przede wszystkim jednak był jednym z najznakomitszych znawców dziejów Śląska i to na skalę światową. We wszystkich wymienionych dziedzinach pracował z dużą swobodą, opanowawszy gruntownie metodę badań historycznych. Był także współzałożycielem i czynnym członkiem Towarzystwa Polskich Nauczycieli na Górnym Śląsku. Główną troską towarzystwa było wprowadzenie nauki w języku polskim do szkół podstawowych na obszarze plebiscytowym, zorganizowanie możliwie licznych kursów języka polskiego dla dorosłych oraz niezmiernie ważna sprawa szkolenia polskich nauczycieli. W latach okupacji wykazał się niezwykłą odwagą i hartem ducha. Był trzykrotnie przesłuchiwany przez gestapo. Skonfiskowano mu dużą część archiwaliów. Do 1942 pozostawał bez pracy, po czym Niemcy zatrudnili tego wybitnego historyka jako pomocnika biurowego w dawnej Bibliotece Śląskiej w Katowicach, a następnie w Urzędzie Genealogicznym (w Katowicach i Cieszynie). Po wojnie był przez komunistów oskarżany o kolaborację z Niemcami. Więziony w latach 1948–1952, nie zaprzestał pracy naukowej. W ostatnim okresie swojego życia pracował dosłownie bez wytchnienia. Dnia 28 grudnia 1948 r. został aresztowany pod zarzutem współpracy z Niemcami. Pobyt w więzieniu był dla Ludwika Musioła ciężkim doświadczeniem. Przebywał tu w otoczeniu prymitywnych przestępców, dręczył go głód i wszy. Jak później sam opowiadał, przeżycie tego koszmaru było możliwe tylko dlatego, że pozwolono mu uczyć analfabetów. Wypuszczony z zakładu karnego został 16 stycznia 1952 r.
Posługiwał się następującymi językami: łaciną, niemieckim, francuskim, czeskim i staroczeskim a także polskim, nie wyłączając staropolszczyzny. Znał prócz tego języki: hebrajski, semicki, rosyjski i starorosyjski oraz grekę klasyczną.
Okres pracy pedagogicznej w Pszczynie (1922–1931). W latach 30. p.o. wizytatora szkół śląskiego Urzędu Wojewódzkiego w Pszczynie.
W 1922 r. na polecenie ówczesnych wojewódzkich władz szkolnych przystąpił wspólnie z Tadeuszem Przysieckim do zorganizowania w Pszczynie pierwszego polskiego seminarium nauczycielskiego. Seminarium pragnęło zasilić wieś górnośląską własną, rodzimą inteligencją, której w tym czasie Górny Śląsk prawie nie posiadał. W roku 1925 mury opuściło pierwszych 22 młodych nauczycieli. Jeden z jego wychowanków tak kreśli sylwetkę Ludwika Musioła. „Profesor prowadził różne przedmioty: rysunki, geografie, język niemiecki i coś tam jeszcze. Z krótką fajeczką, wiecznie ja napychający tytoniem, że aż mu palce zżółkły. Myślał głośno, nie krępując się wobec nas, że od razu nie mógł ustalić wyniku.”
Ludwik Musioł zmarł w Katowicach 27 marca 1970 r. Został pochowany na Cmentarzu komunalnym przy ul. Panewnickiej (sektor C3-1-13). Na jego grobie widnieje napis: „Ludwik Musioł – wybitny historyk śląski”.

## Ordery i odznaczenia
- Złoty Krzyż Zasługi (10 listopada 1933)[2]
- Srebrny Wawrzyn Akademicki (4 listopada 1937)[4]
- Krzyż Żelazny II klasy (Niemcy)